# Анита Манчић
Анита Манчић (Земун, 30. септембар 1968) српска је позоришна, телевизијска и филмска глумица. Добитница је многобројних награда и признања за свој рад.

## Биографија
Анита Манчић је рођена 30. септембра 1968. године у Земуну. У браку је од 2001. године, са супругом Бојаном с којим је била у вези више од десет година. Глуму је дипломирала 1990. године на класи професора др Владимира Јевтовића. Са њом на класи били су Никола Којо, Уликс Фехмиу и Вјера Мујовић.
Стални члан Атељеа 212 била је од 1992. године до 2015. године када прелази у Југословенско драмско позориште. Такође игра и у Народном позоришту у Београду, Београдском драмском позоришту, Звездара театру, Позоришту Бошко Буха и у продукцијама Град-театра Будва.

## Награде
- Награда Добричин прстен, 2023. године
- Награда „Велика Жанка“ за изузетан допринос филмској, позоришној и телевизијској уметности, 2015. године
- Награда „Љубинка Бобић“ за улогу Дорине у представи „Тартиф“ Ж. Б. П. Молијера, 2009. године
- Стеријина награда за глумачко остварење улогу у представи Рођени у YU ЈДП-а
- Стеријина награда за глумачко остварење улогу Даринке Шанчинке у представи Пазарни дан Атељеа 212
- Стеријина награда за глумачко остварење за улогу Јеле у представи Тако је морало бити, 53. Стеријино позорје, Нови Сад
- Стеријина награда за глумачко остварење за улогу Каролине у представи „Каролина Нојбер“
- Стеријина награда за глумачко остварење за улогу Бланке у представи "Док нас смрт не раздвоји", 60. Стеријино позорје, Нови Сад
- Награда "Царица Теодора" за улогу Хатиџе у филму Топ је био врео, на Филмском фестивалу у Нишу 2013. године
- Награда Фипресци за најбоље женске улоге у филмовима Смрт човека на Балкану и Београд за почетнике са певањем и плакањем у Нишу
- Награда "Ардалион" за најбољу женску улогу Надежде у представи Није смрт бицикло (да ти га украду) 2011
- Награда „Ардалион“ фестивала у Ужицу за улогу Анђеле у представи „У потпалубљу“
- Награда листа „Борба“ за улогу Анђеле у представи „У потпалубљу“
- Награда Новосадског отвореног универзитета за најбоље глумачко остварење по гласовима публике за улогу Јеле у представи Тако је морало бити, 53. Стеријино позорје, Нови Сад.
- Награда „Зоран Радмиловић“,
- Награда за глумачко остварење вечери - Плакета са ликом Бранислава Нушића за улогу Јеле у представи Тако је морало бити, Позоришни фестивал 25. Нушићеви дани, Смедерево
- Главна годишња награда Град театар Будва,
- Глумачка награда за улогу Јеле у представи Тако је морало бити, 5. Јоакимфест, Крагујевац
- Златна маска на Охридском лету
- „Зоранов брк“, који додељује Зајечарско позориште.
- За улогу Руменке у “Радовану III” добила је статуету “Ћуран” на Данима комедије у Јагодини
- “Зоранов брк” на Данима Зорана Радмиловића у Зајечару.

## Филмографија
| Год.       | Назив                                              | Улога                     |
| ---------- | -------------------------------------------------- | ------------------------- |
| 1980-е     |                                                    |                           |
| 1988.      | Шта радиш вечерас                                  | Маја                      |
| 1990-е     |                                                    |                           |
| 1990.      | Заборављени                                        | Биља                      |
| 1990.      | Почетни ударац                                     | Биља                      |
| 1990.      | Колубарска битка                                   | девојчица                 |
| 1991.      | Образ уз образ: Новогодишњи специјал               | Анита                     |
| 1991.      | Кућа за рушење                                     | Споменка                  |
| 1991.      | The Hottest Day of the Year                        | Соња                      |
| 1992.      | Булевар револуције                                 | Лидија, Драганова женска  |
| 1993.      | Намештена соба                                     |                           |
| 1993.      | Горила се купа у подне                             | Мики Мики                 |
| 1994.      | Lettre pour L...                                   |                           |
| 1996.      | Филомена Мартурано (ТВ)                            | Дијана                    |
| 1997.      | Танго је тужна мисао која се плеше                 | Полицајка                 |
| 2000-е     |                                                    |                           |
| 1999—2000. | Породично благо                                    | Катарина „Каћа“ Јешић     |
| 2002.      | Породично благо 2                                  | Катарина „Каћа“ Јешић     |
| 2002.      | Новогодишње венчање                                | Нада Петровић             |
| 2003.      | Најбоље године                                     | Маша                      |
| 2003.      | Наша мала редакција                                | Десанка                   |
| 2004.      | Скела                                              | Девојка                   |
| 2004.      | Смешне и друге приче                               |                           |
| 2004.      | Лифт                                               | Јелисавета                |
| 2005.      | Буђење из мртвих                                   | Џоја                      |
| 2003.      | М(ј)ешовити брак                                   | Драгица                   |
| 2006.      | Друго стање                                        | Слађана Димић             |
| 2007.      | Бора под окупацијом                                | Гина Станковић            |
| 2007.      | Успаванка за дечака                                | мајка                     |
| 2007.      | Премијер                                           | Софија                    |
| 2008.      | Љубав и други злочини                              | Николија                  |
| 2008.      | Наша мала клиника                                  | Верица                    |
| 2007—2015. | Улица липа                                         | Ненси                     |
| 2010-е     |                                                    |                           |
| 2009—2010. | У сосу                                             | Љубица                    |
| 2010.      | Сва та равница                                     | Марта                     |
| 2010.      | Монтевидео, Бог те видео!                          | Ђурђа                     |
| 2011.      | Парада                                             | Тамара                    |
| 2011.      | Практични водич кроз Београд са певањем и плакањем | Мелита                    |
| 2012.      | Смрт човека на Балкану                             | Вера                      |
| 2012.      | Монтевидео, Бог те видео! (ТВ серија)              | Ђурђа                     |
| 2013.      | Ратови                                             | Психолог                  |
| 2013.      | На путу за Монтевидео                              | Ђурђа                     |
| 2013.      | Мамарош                                            | Лела                      |
| 2013.      | Монтевидео, видимо се!                             | Ђурђа                     |
| 2013.      | Топ је био врео                                    | Хатиџа                    |
| 2014.      | Монтевидео, видимо се! (ТВ серија)                 | Ђурђа                     |
| 2015.      | Уочи Божића                                        | Госпођа Милка Јакшић      |
| 2016.      | Горчило - Јеси ли то дошао да ме видиш             | Милуша                    |
| 2017–2019. | Пси лају, ветар носи                               | Гроздана                  |
| 2019.      | Делиријум тременс (ТВ серија)                      | Лиза                      |
| 2020-е     |                                                    |                           |
| 2020.      | Јужни ветар (ТВ серија)                            | Љубица                    |
| 2020.      | Тајкун (ТВ серија)                                 | Вера                      |
| 2021−      | Тајне винове лозе                                  | Владислава „Ружа“ Томовић |
| 2022.      | Вера                                               | Анђа                      |
| 2023.      | Вера (серија)                                      | Анђа                      |
| 2024.      | Воља синовљева                                     |                           |

## Позориште
Остварила је велики број улога у позоришту, за које је вишеструко награђивана.
Значајне улоге остварила је у представама:
- Жабар, Атеље 212
- Очеви и оци, Атеље 212
- Борис Годунов, Атеље 212
- Кнегиња из Фоли-Бержера, Атеље 212
- Ујка Вања, Атеље 212
- Иза кулиса, Атеље 212
- Кола мудрости двоја лудости, Атеље 212
- Филумена Мартурано, Атеље 212
- Лажа и паралажа, Атеље 212
- Лунаса, Атеље 212
- Чарлама збогом. Атеље 212
- Ију, поплава, Атеље 212
- На чијој страни, Атеље 212
- Породичне приче, Атеље 212
- Опера за три гроша, Атеље 212
- Једва стече зета, Атеље 212
- Чудо у Шаргану, Атеље 212
- Америка, други део, Атеље 212
- Присуство, Атеље 212
- Травестије, Атеље 212
- Краљ Лир, Атеље 212
- Радован трећи, Атеље 212
- Дивљи мед, Атеље 212
- Пазарни дан, Атеље 212
- Господа Глембајеви, Атеље 212
- Одисеј, Атеље 212
- Август у округу Осејџ. Атеље 212
- У потпалубљу, Југословенско драмско позориште
- Расправа, Југословенско драмско позориште
- Превођење, Југословенско драмско позориште
- Ајнштајнови снови, Југословенско драмско позориште
- Кокошка, Југословенско драмско позориште
- Није смрт бицикло (да ти га украду), Југословенско драмско позориште
- Под жрвњем, Југословенско драмско позориште
- Тартиф, Југословенско драмско позориште
- Тако је морало бити, Југословенско драмско позориште
- Рођени у Ју, Југословенско драмско позориште
- Врат од стакла. Југословенско драмско позориште
- Делиријум тременс, Београдско драмско позориште
- Живот је пред тобом, Београдско драмско позориште
- Смрт трговачког путника. Београдско драмско позориште
- Милева Ајнштајн, Народно позориште у Београду
- Сан летње ноћи. Народно позориште у Београду
- Звездарске звездице, Установа културе Вук Караџић
- Шалабалабајка. Установа културе Вук Караџић
- Богојављенска ноћ, Позориште Бошко Буха
- Филомена Мартурано, Центар за културу Тиват
- Док нас смрт не раздвоји, Радионица Интеграције